# The Neptune Factor
The Neptune Factor (Factorul Neptun), cunoscut și ca The Neptune Disaster (Dezastrul Neptun), este un film științifico-fantastic din 1973 regizat de Daniel Petrie, cu cinematografia subacvatică creată de Paul Herbermann. Efectele speciale au inclus filmarea subacvatică de miniaturi cu viață marină reală.

## Rezumat
Cercetătorii marini se pregătesc să părăsească laboratorul oceanic subacvatic după o ședere prelungită pentru efectuarea cercetărilor oceanografice. Un cutremur subacvatic le întrerupe planurile. Dr. Andrews (Walter Pidgeon) îl înrolează pe căpitanul experimentat Adrien Blake (Ben Gazzara) să cerceteze daunele și să salveze acvanauții. El îi aduce împreună cu scafandru șef „Mack” MacKay (Ernest Borgnine) și pe dr. Leah Jansen (Yvette Mimieux), logodnica unuia dintre oamenii de știință.
Blake descoperă că laboratorul s-a prăbușit într-un șanț de mare adâncime neexplorat și probabil intact. Odată cu pierderea aerului de rezervă din laborator, echipa coboară în șanțul neexplorat și găsește un ecosistem incredibil populat cu pești monstruoși.
După ce supraviețuiesc acestor viețuitoare uriașe, ei găsesc laboratorul aproape intact, în care cercetătorii supraviețuitori respiră din rezervoarele de scufundare și se apără de anghile uriașe și flămânde. 
Scafandrul Dave Moulton își sacrifică viața pentru a distrage atenția anghilelor pentru a le permite celorlalți să fie salvați. Submarinul revine la suprafață cu cei cercetători care au fost salvați.

## Distribuție
- Ben Gazzara – Comandantul Adrian Blake
- Yvette Mimieux – Dr. Leah Jansen
- Walter Pidgeon – Dr. Samuel Andrews
- Ernest Borgnine – Scafandrul șef Don MacKay
- Donnelly Rhodes⁠(d) – Scafandrul Bob Cousins
- Chris Wiggins⁠(d) – Căpitanul Williams
- Michael J. Reynolds⁠(d) – Dr. Hal Hamilton
- Mark Walker – Scafandrul Dave Moulton
- Leslie Carlson⁠(d) – Brigs, Triton Radioman
- Stuart Gillard - Scafandrul Phil Bradley
- David Yorston - Scafandrul Stephens

## Producție
Sandy Howard⁠(d), un producător de film din Statele Unite ale Americii, a prezentat ideea filmului The Neptune Factor lui David Perlmutter și Harold Greenberg⁠(d), care au fost de acord să producă filmul. Howard a vrut ca filmul să fie realizat în Statele Unite, dar Greenberg a reușit să-l filmeze în Canada. 
Filmul s-a bazat pe o povestire originală a scriitorului Jack DeWitt⁠(d). Castingul lui Gazzara și Borgnine a avut loc în august 1972. Filmul are ca subtitlu „O odisee subacvatică” (An Underwater Odyssey).
A fost filmat între 25 septembrie și 16 decembrie 1972, cu un buget de 2.500.000 de dolari americani. Canadian Film Development Corporation (Telefilm Canada⁠(d)) a contribuit cu 200.000 de dolari americani la bugetul filmului împreună cu cererea ca Daniel Petrie⁠(d) să fie regizorul filmului.
Natura laboratorului subacvatic Oceanlab are o asemănare cu proiectele din lumea reală din anii 1960, cum ar fi proiectul ConShelf Two al lui Jacques Cousteau, NEEMO⁠(d) al NASA și SEALAB⁠(d) al Marinei SUA.

## Lansare
A fost lansat la 26 iunie 1973, la Ottawa. Filmul a avut premiera în Florida în mai 1973 și a încasat 203.000 de dolari americani în primele patru zile. 

## Recepție
TV Guide a dat filmului o stea din 5, afirmând că, deși filmările subacvatice au fost bine realizate, filmul era previzibil, personajele stereotipice și povestea lipsește. Asemănător, The New York Times i-a lăudat cinematografia, dar nu a mai găsit nimic de valoare în acest film.
La Premiile Saturn din 1975 a fost nominalizat la Premiul Saturn pentru cel mai bun film științifico-fantastic, dar a pierdut în fața filmului Hrana verde.